# ولز غراي
ولز غراي هو سياسي كندي، ولد في 1876، وتوفي في 1944.